# Anne Brochet
Anne Brochet (Amiens, 22 novembre 1966) è un'attrice, regista teatrale e scrittrice francese, vincitrice nel 1991 del Premio Romy Schneider e nel 1992 del Premio César per la migliore attrice non protagonista.

## Biografia
Di formazione classica, si diploma al Conservatoire national supérieur d'art dramatique a Parigi nel 1987. Debutta nello stesso anno nel film Volto segreto diretta da Claude Chabrol e venendo nominata al Premio César come migliore promessa femminile. Negli anni dirada le sue partecipazioni cinematografiche, dedicandosi al teatro e alla scrittura.

## Filmografia

### Cinema
- Volto segreto (Masques), regia di Claude Chabrol (1987)
- Cyrano de Bergerac, regia di Jean-Paul Rappeneau (1990)
- Tutte le mattine del mondo (Tous les matins du monde), regia di Alain Corneau (1991)
- Dust (Прашина), regia di Milčo Mančevski (2001)
- Storia di Marie e Julien (Histoire de Marie et Julien), regia di Jacques Rivette (2003)
- Confidenze troppo intime (Confidences trop intimes), regia di Patrice Leconte (2004)
- Un château en Espagne, regia di Isabelle Doval (2007)
- Baby Love (Comme les autres), regia di Vincent Garenq (2008)
- Il riccio (Le Hérisson), regia di Mona Achache (2009)
- Vento di primavera (La rafle), regia di Roselyne Bosch (2010)

## Doppiatrici italiane
Nelle versioni in italiano delle opere in cui ha recitato, Anne Brochet è stata doppiata da:
- Cristiana Lionello in Cyrano de Bergerac
- Anna Cesareni in Dust
- Laura Boccanera in Storia di Marie e Julien
- Antonella Baldini in Confidenze troppo intime
- Barbara De Bortoli in Baby Love
- Franca D'Amato in Il riccio
- Alessandra Korompay in Vento di primavera

## Riconoscimenti
- Premio César
  - 1988 – Candidatura a migliore promessa femminile per Volto segreto (Masques)
  - 1991 – Candidatura a migliore attrice per Cyrano de Bergerac
  - 1992 – Migliore attrice non protagonista per Tutte le mattine del mondo (Tous les matins du monde)
- Premio Romy Schneider
  - 1991 – Attrice francese emergente
- European Film Awards
  - 1990 – Candidatura a miglior attrice per Cyrano de Bergerac